# .club
.club (.CLUB) は、トップレベルドメイン(TLD)の一つである。ICANNのジェネリックトップレベルドメインとして提案され、2014年5月7日に一般向けに利用可能になった。このドメイン名に対するドメイン名レジストリは.Club Domains, LLCである。

## 取得・宣伝
2013年6月、.Club Domains, LLCは.clubのgTLDを、27人の開発者から700万ドルの寄付を受けた後に、私的な競売に勝った。同社の最高経営責任者であるコリン・キャンベルは、守秘義務協定に基づき、最終競売の価額を明らかにすることを拒否した。.clubは私的競売により認められた初のgTLDとなった。gTLDの競売に負けた企業は、ドーナツとマーチャント・ロー・グループである 。

## 成功
.Club Domains, LLCによれば、世界中のブランド、組織、起業家、スポーツ選手、そのほかの有名人など、ロータリークラブから学校のクラブ、さらには情熱的なブロガーまで、何万ものクラブ、企業、個人がウェブでの宣伝に、.clubで終わるウェブアドレスを積極的に使用している。.clubを使用している有名人には、ラッパーの50セント、プロバスケットボール選手のタイラー・ジョンソン、インド人のクリケット選手ヴィラット・コーリらがいる。